# Heinrich Herpell
Heinrich Christian Ludwig Herpell (* 10. Januar 1861 in Sankt Goarshausen; † 20. November 1929 ebenda) war ein deutscher Kaufmann und Mitglied des Provinziallandtages der Provinz Hessen-Nassau.

## Leben
Heinrich Herpell wurde als Sohn des Kaufmanns Johann Heinrich Herpell (1819–1882) und dessen Ehefrau Caroline Amalie Hegmann (1821–1884) geboren und absolvierte nach dem Realschulabschluss eine kaufmännische Lehre in Köln. Nach dem Militärdienst war er von 1882 bis 1884 als Kaufmann in Frankfurt tätig, bevor er das väterliche Geschäft in Sankt Goarshausen weiterführte.
Er betätigte sich kommunalpolitisch und war 1891 in seinem Heimatort Mitglied des Bürgerausschusses und übte von 1898 bis 1911 das Amt des (ehrenamtlichen) Beigeordneten aus.
1900 wurde das Geschäft verkauft und Herpell übernahm eine Tätigkeit in der Napp'schen Gerberei in Wiesbaden.
Von 1910 bis 1918 hatte er einen Sitz im Kreistag des Kreises St. Goarshausen und war von 1911 bis 1925 Bürgermeister der Kreisstadt.
1912 bewarb er sich für die Nationalliberale Partei ohne Erfolg für den 
13. Reichstag.
1920 hatte er als Mitglied der Deutschen Volkspartei einen Sitz im Nassauischen Kommunallandtag des preußischen Regierungsbezirks Wiesbaden bzw. für den Provinziallandtag der Provinz Hessen-Nassau.